# Werner Dubois

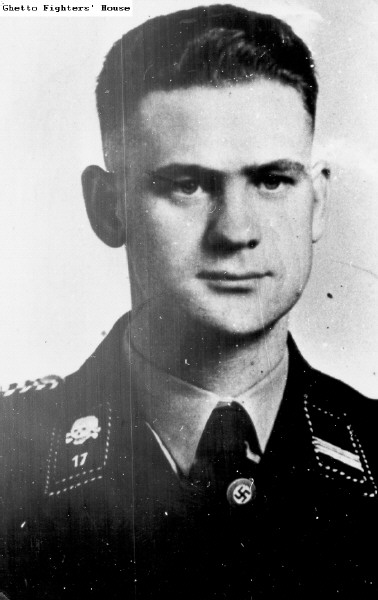
Werner Dubois

Karl Werner Dubois (* 26. Februar 1913 in Langerfeld; † 22. Oktober 1971 in Münster) war als deutscher SS-Scharführer an den verbrecherischen Aktionen „T4“ und „Reinhardt“ beteiligt.

## Leben
Werner Dubois, Sohn eines Buchdruckers, wuchs bei seiner Großmutter auf, da sein Vater im Ersten Weltkrieg schwer verwundet worden war. Nach dem Besuch der Volksschule begann er eine Lehre zum Pinselmacher, die er aber nicht abschloss. Nach einer anschließenden Lehre im landwirtschaftlichen Bereich arbeitete er in Frankfurt/Oder in der Landwirtschaft. Nach dem Eintritt in die SA im Jahr 1933 und sieben Monaten Reichsarbeitsdienst arbeitete er wieder in der Landwirtschaft. Mitte der 1930er Jahre trat er dem NSKK bei. Nach der Beendigung eines Kurses als Hilfsfahrlehrer folgte eine erfolglose Bewerbung als Hilfsfahrlehrer bei der Leibstandarte SS Adolf Hitler. Im Jahr 1936 kam er zu der Motorsportschule „Ostmark“ und wurde ab Anfang Januar 1937 in der Kraftfahrzeugstaffel des SS-Totenkopfverbandes Brandenburg eingesetzt. In diesem Tätigkeitsbereich wurde er als Fahrer und Mechaniker beim Gruppenkommando Oranienburg und ab März 1938 in dem KZ Sachsenhausen eingesetzt. Zudem arbeitete er im Konzentrationslager Sachsenhausen auch als Wachmann. 1937 war er der SS beigetreten, am 15. Juni 1937 hatte er die Aufnahme in die NSDAP beantragt und war rückwirkend zum 1. Mai desselben Jahres aufgenommen worden (Mitgliedsnummer 5.229.440).

## Aktion T4 und Aktion Reinhardt
Im Jahr 1939 wurde Dubois zur „Aktion T4“ versetzt und arbeitete als „Leichenbrenner“ und Fahrer von den „Gekrat“-Bussen zum Leichen- und Urnentransport für die Euthanasie-Anstalten Bernburg, Hadamar, Brandenburg und Grafeneck. Im Jahr 1941 heiratete er die T4-Mitarbeiterin Edith Fischer, deren Mutter ebenfalls T4-Mitarbeiterin war. Aus der 1951 geschiedenen Ehe gingen zwei Kinder hervor. Nach der Versetzung zur „Aktion Reinhardt“ gelangte Dubois im April 1942 in das Vernichtungslager Belzec. Dort verrichtete er Dienst in den Gaskammern und war als Fahrer zuständig für die Lebensmitteltransporte. Nach der Abwicklung des Lagers Belzec wurde Dubois ab Juni 1943 im Vernichtungslager Sobibor eingesetzt. Hier versah er Rampen- und Lazarettdienst und war bei den Erschießungsgruben und im Waldkommando (Organisation von Tarnmaterial für das Lager) eingesetzt. Als fünf Häftlingen aus dem Waldkommando die Flucht gelang, hatte Dubois die Aufsicht. Bei dem Häftlingsaufstand in Sobibor am 14. Oktober 1943 wurde Dubois infolge von Axt- und Messerangriffen sowie Schüssen schwer verletzt und kam danach zur Genesung längerfristig ins Lazarett nach Chelm Lubelski.

## Operationszone Adriatisches Küstenland
Nach Beendigung der „Aktion Reinhardt“ wurde Dubois im Januar 1944, wie auch schon zuvor der Großteil des Personals der „Aktion Reinhardt“, zur Operationszone Adriatisches Küstenland nach Triest versetzt. Hier war er Angehöriger der „Sonderabteilung Einsatz R“, die der „Judenvernichtung“, der Konfiszierung jüdischen Vermögens und der Partisanenbekämpfung diente. Im Zuge des nahenden Kriegsendes zogen sich Ende April 1945 die Einheiten der „Sonderabteilung Einsatz R“ aus Norditalien zurück und Dubois gelangte wieder nach Deutschland.

## Nachkriegszeit
Nach Kriegsende befand er sich von Mai 1945 bis Dezember 1947 in amerikanischer Kriegsgefangenschaft. Anschließend arbeitete er als Schlosser. Anfang der 1950er Jahre heiratete er erneut, die Ehe blieb jedoch kinderlos. Im Belzec-Prozess wurde gegen Dubois und sieben weitere Angeklagte ab August 1963 vor dem Landgericht München verhandelt. Er wurde wegen des Putativnotstandes im Januar 1964 außer Verfolgung gesetzt, obwohl er vor Gericht angab, dass er unter keiner Todesdrohung gestanden habe. Er gab jedoch an, von Christian Wirth dazu gezwungen worden zu sein, sechs nicht mehr gehfähige Juden zu erschießen. Für Dubois, der von Adolf Hitler persönlich vereidigt worden war, sei ein Befehl Gesetz gewesen. Im Sobibor-Prozesses wurde Dubois 1966 schließlich wegen Beihilfe zum gemeinschaftlichen Mord an mindestens 15.000 Personen zu drei Jahren Haft verurteilt. Dubois starb 1971 in Münster.